# Pierre-André d'Héguerty
Pour les articles homonymes, voir Pierre-André.
Pierre-André d'Héguerty, comte de Magnières, né en 1700 à Dinan et mort le 12 janvier 1763 à Nancy, est un magistrat et économiste français. D'origine irlandaise, il francise son nom d'origine O'Heguerty orthographié aussi Haggerty.

## Biographie
Il obtient les places de procureur général au conseil supérieur de Bourbon et de juge de police au quartier de Sainte-Suzanne avec l'appui du cardinal de Fleury et de Philibert Orry, contrôleur des finances. C'est à Sainte-Suzanne qu'il épouse Marie Françoise de Verdière le 15 septembre 1738, avec laquelle il a deux enfants : Grâce Thérèse Rose, née le 25 décembre 1740, et Pierre Charles, né le 2 mai 1742 (dont descendance).
Nommé le 26 mars 1741 premier conseiller de l'île, il profite de sa position pour recueillir de nombreux documents sur les intérêts du commerce maritime et sur les ressources de la navigation. Il y fait aussi fortune en défrichant des terres et en y cultivant le café. La ville de Saint-André porte son nom.
Revenu en métropole, Pierre-André d'Héguerty, va dans un premier temps participer activement avec son frère Dominique O'Heguerty à préparer l'expédition de 1745 dont le but est de rétablir un roi Stuart sur les trois trônes d'Angleterre, d'Ecosse et d'Irlande. Mais c'est une fiasco et il préfère repartir en Lorraine où il avait vécu plusieurs années avant que de s'embarquer pour l'Île Bourbon. 
Il deviendra un financier de renom, le seigneur de Villey-le-Sec, sera un des fondateurs de l'Académie des Sciences et Belles Lettres du roi Stanislas,. Il meurt le 12 janvier 1763 à Nancy et est inhumé le 14 janvier 1763 en l'église Saint-Roch de Nancy.

## Publications
- Essai sur les intérêts du commerce maritime. À Amsterdam, Aux dépens de la Compagnie, 1754. La Haye, 1754. Cet ouvrage contient de nombreux détails sur le commerce du Canada, de la Louisiane, de Saint-Domingue, de la Martinique, du Sénégal et de la Guinée. On y trouve également des informations sur la traite des Noirs, ainsi que sur le commerce et l'état des colonies françaises et britanniques de l'Amérique au XVIIIe siècle. (lire en ligne)
- Remarques : sur plusieurs branches de commerce et de navigation, 1757 (BNF 30858638, lire en ligne). Il souligne l'importance de la découverte du Nouveau monde dans les échanges commerciaux et notamment dans le développement du commerce maritime. Il remarque son infériorité en France par rapport à la Grande-Bretagne et à la Hollande. Il insiste sur l'importance du métier de négociant et sur la nécessité d'établir une flotte marchande en France. Il examine les différentes branches de commerce entreprises par les armateurs, puis les moyens de les développer : culture des terres, commerce des grains dont l'exportation doit être autorisé, pêcheries, commerce du Levant, exportation du draps français aux échelles du Levant et de Barbarie, Constantinople, Smyrne, denrées de l'Amérique, importation d'Orient, commerce avec les échelles de Morée, Syrie, Égypte, etc. Il prône l'abaissement voir l'annulation des taxes qui pèsent sur le commerce extérieur.
- De la nature des biens des anciens romains, et de leurs différentes méthodes de procéder aux suffrages jusqu'à l'empire d'Auguste. Durand, 1769. ( En fait ce livre a été écrit par son frère Dominique. Il ne pouvait pas en être l'auteur puisque de toute façon il était décédé déjà en 1763. (Jack Chollet)